# Фасция
Фасцията (от латинския корен, означаващ „лента“ или „ивица“), е сравнително рядко състояние на необичаен растеж на съдовите растения, при което апикалната меристема (върхът на растежа), който обикновено се концентрира около една точка и произвежда приблизително цилиндрична тъкан, вместо това се удължава перпендикулярно на посоката на растеж, като по този начин се получава сплескана, подобна на лента, гребенеста (или „кристална“) или сложно изкривена тъкан. Фасцията може също така да доведе до увеличаване на теглото и обема на частите на растенията в някои случаи. Явлението може да се появи в стъблото, корена, плода или цветната глава.
Някои растения се отглеждат и ценят естетически за тяхното развитие. Всяка поява на фасции има няколко възможни причини, включително хормонални, генетични, бактериални, гъбични, вирусни и екологични причини.

## Причинители
Фасцията може да бъде причинена от хормонален дисбаланс в меристематичните клетки на растенията, които са клетки, където може да настъпи растеж. Увлечението може да бъде причинено и от произволна генетична мутация. Бактериалните и вирусни инфекции също могат да са причинители. Бактериалният фитопатоген Rhodococcus fascians е демонстриран като една от причините за фасция, като например при растенията от сладък грах (Lathyrus odoratus), но много фасцирани растения са имали отрицателни тестове за бактериите в проучванията, следователно бактериалната инфекция не е изключителна причинно-следствена връзка.
Допълнителни фактори на околната среда, които могат да причинят фасциация, включват гъбички, атаки на акари или насекоми и излагане на химикали. Общото увреждане на растящия връх на растението и излагането на студ и измръзване също могат да причинят фасция. Някои растения, като грах и петльов гребен, могат да наследят признака. Some plants, such as peas and cockscomb Celosia, may inherit the trait.
Фасацията не е заразна, но бактериите, които причиняват фасциация, могат да се разпространят от заразени растения върху други при контакт с рани върху заразени растения и от вода, която пренася бактериите до други растения.

## Галерия
- Пример за фасциация върху Echinacea
- Фасция на маргаритка Erigeron speciosus
- Фасция върху „„Digitalis“
- Фасция върху череша (Prunus)
- Фасция върху люляков храст
- Фасция върху Phacelia campanularia
- Фасция на тиква Crookneck Squash
- Фасция, довела до две напълно оформени цветни глави на глухарче
- Обикновено глухарче със и без фасция
- Фасция на обикновеното глухарче.